# Grand Théâtre de Provence
Pour les articles homonymes, voir GTP.

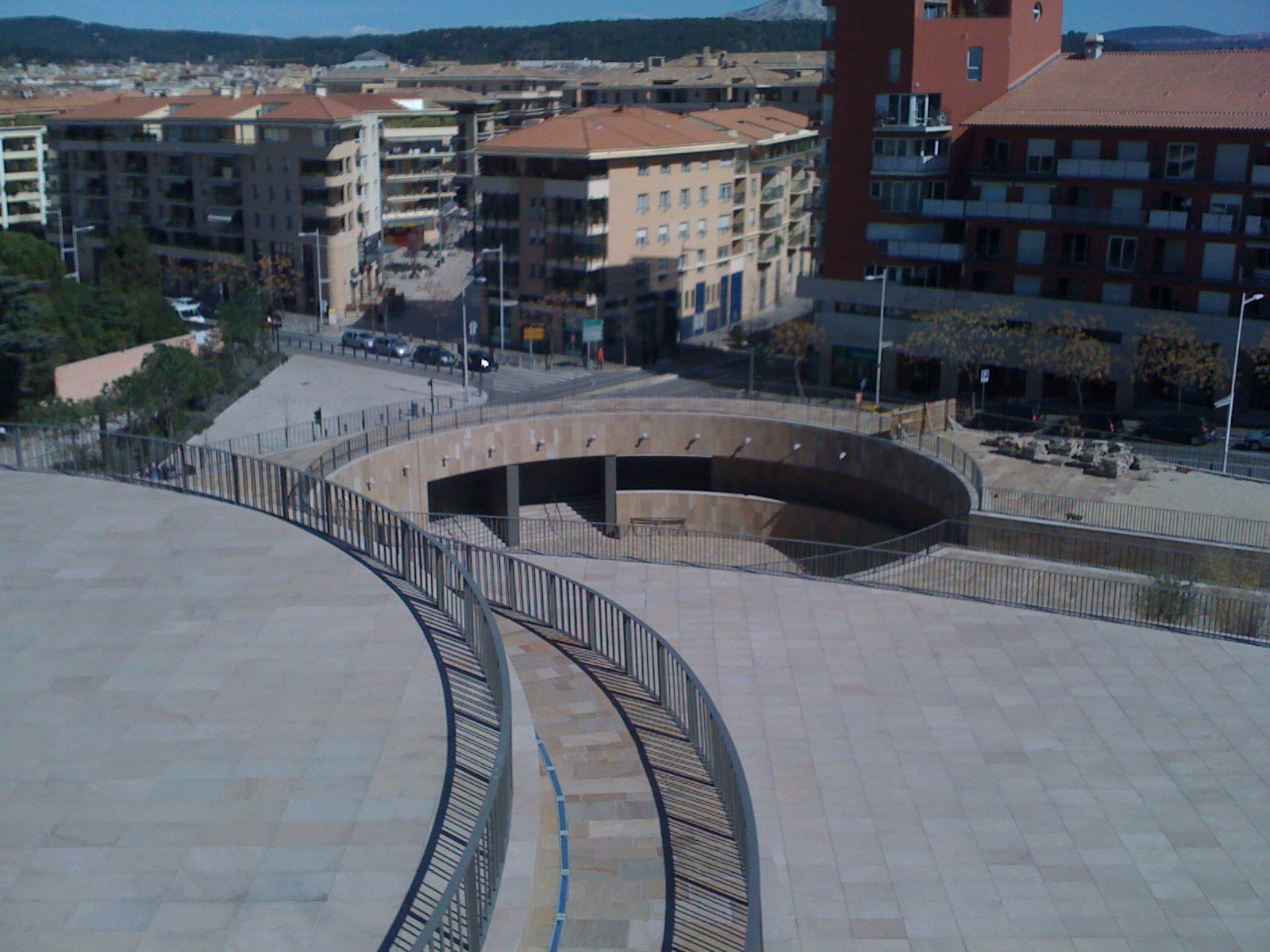
Le Grand Théâtre de Provence, vue depuis la terrasse du toit.

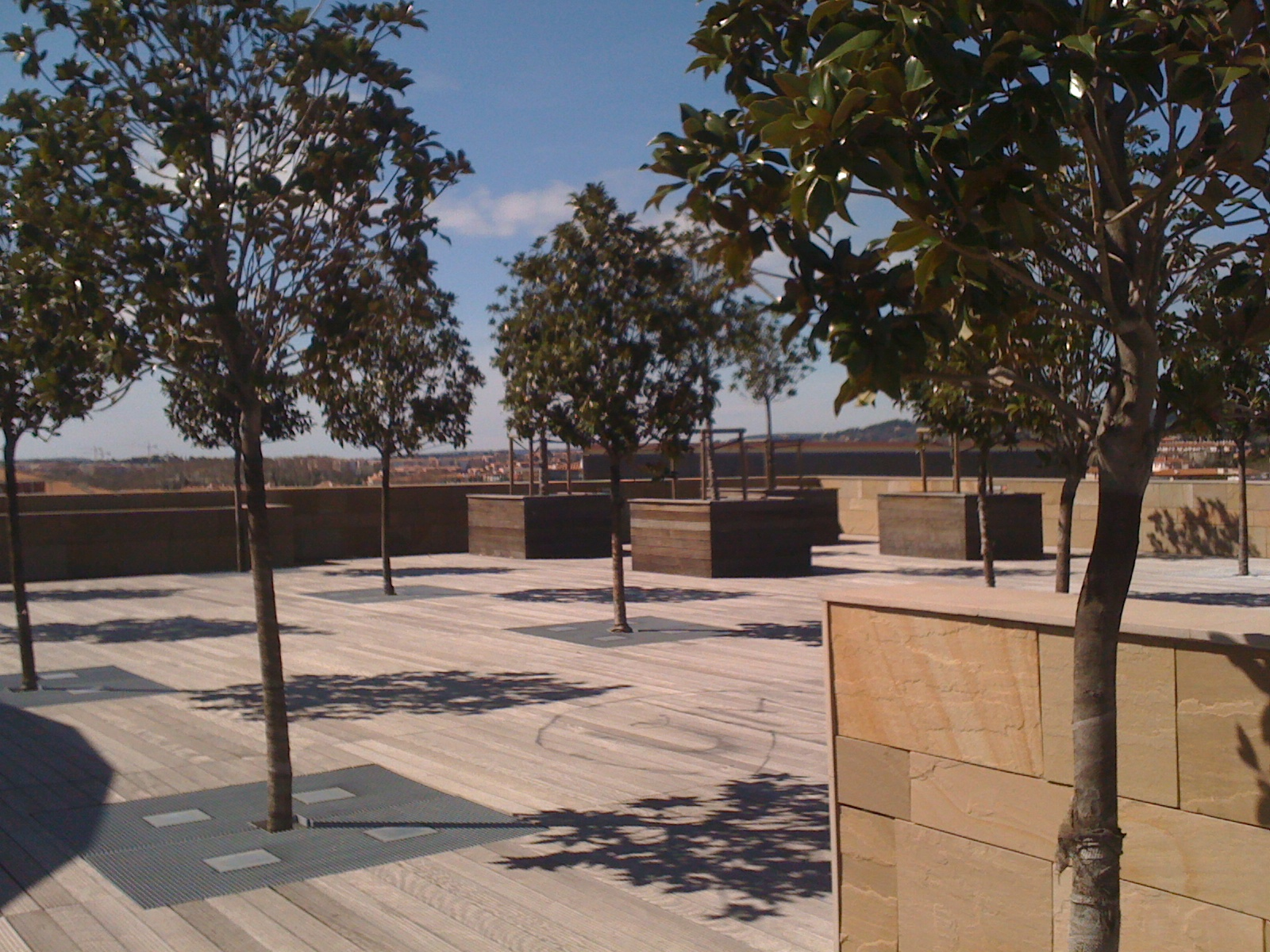
Terrasse du toit du Grand Théâtre de Provence, qui n'est plus accessible au public.

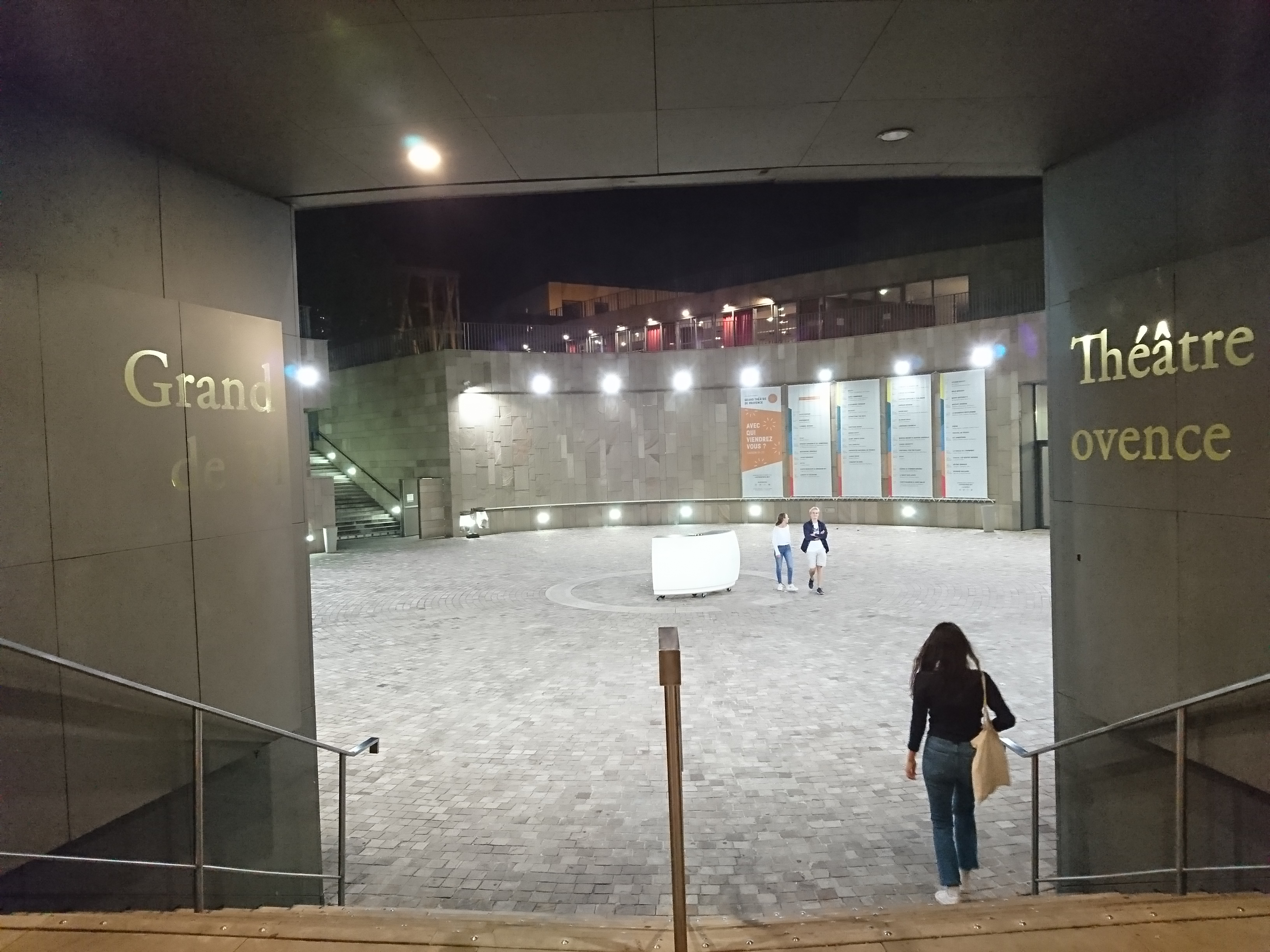
Vue de nuit de la cour ronde depuis le portail.

Le Grand théâtre de Provence, aussi surnommé GTP, est une salle de spectacle située à Aix-en-Provence dans le nouveau quartier Sextius Mirabeau. Un symbole du pays d'Aix a été utilisé pour la conception des volumes de cette salle : la montagne Sainte-Victoire, rappelée notamment par les pierres de couleur claire à l'extérieur, qui rappellent la composition calcaire du massif provençal. Le bâtiment est surmonté d'une terrasse  offrant une vue circulaire sur les alentours.
Le Grand Théâtre de Provence jouxte le Pavillon noir et le Conservatoire Darius Milhaud.

## Le théâtre
Inauguré le 29 juin 2007 avec l'opéra La Walkyrie de Richard Wagner, il a été conçu par les architectes italiens Vittorio Gregotti et Paolo Colao pour accueillir des opéras et concerts du Festival international d'art lyrique d'Aix-en-Provence et financé par la communauté du Pays d'Aix.
Le Grand Théâtre de Provence est dirigé depuis son ouverture par Dominique Bluzet, directeur des Théâtres, un groupement de théâtres marseillais et aixois dont fait partie le GTP.
Dans le cadre d'une délégation de service public, il accueille des représentations de danse et des concerts symphoniques ou de musique de chambre. Depuis 2013, il sert de cadre au Festival de Pâques d'Aix-en-Provence, créé par le violoniste Renaud Capuçon et Dominique Bluzet avec le soutien du CIC.
Le Grand théâtre de Provence est le lieu de résidence de l’Orchestre français des jeunes depuis décembre 2007, de l'ensemble Café Zimmermann depuis 2011, et de la chambre philharmonique depuis 2015/2016.

### Le bâtiment
C'est au groupe SEMEPA qu'a été confié la construction du bâtiment.
Le GTP comporte comporte une salle de 1 370 places dont 950 au parterre ainsi que des studios de répétitions.
Ce théâtre est monté sur ressort, afin d'éliminer efficacement les vibrations parasites de la voie ferrée, toute proche.

### Coût et financement
Le coût du Grand Théâtre de Provence s'est élevé à 45 millions d'euros financés par l'Etat (7 millions), la région (2,7 millions), la Communauté du Pays d’Aix et la ville d'Aix. Le conseil général avait finalement refusé de verser sa quote-part de 6,8 millions prévue dans le plan de financement initial.
Le délégataire, qui a dû constituer un fonds de garantie de 200.000 euros, compte sur une subvention de 4,5 millions de la Communauté du Pays d’Aix. Le budget annuel annoncé en 2007 était de 6,5 millions d’euros. Le directeur Dominique Bluzet estimait qu’il fallait « cent mille spectateurs chaque année pour que la salle fonctionne », et l’objectif était la programmation d’une quarantaine de spectacles par an, pour une recette de 1,5 million d’euros.